# Hemipyrellia zumpti
Hemipyrellia zumpti är en tvåvingeart som beskrevs av Dear 1977. Hemipyrellia zumpti ingår i släktet Hemipyrellia och familjen spyflugor.
Artens utbredningsområde är Madagaskar. Inga underarter finns listade i Catalogue of Life.